# Xeon

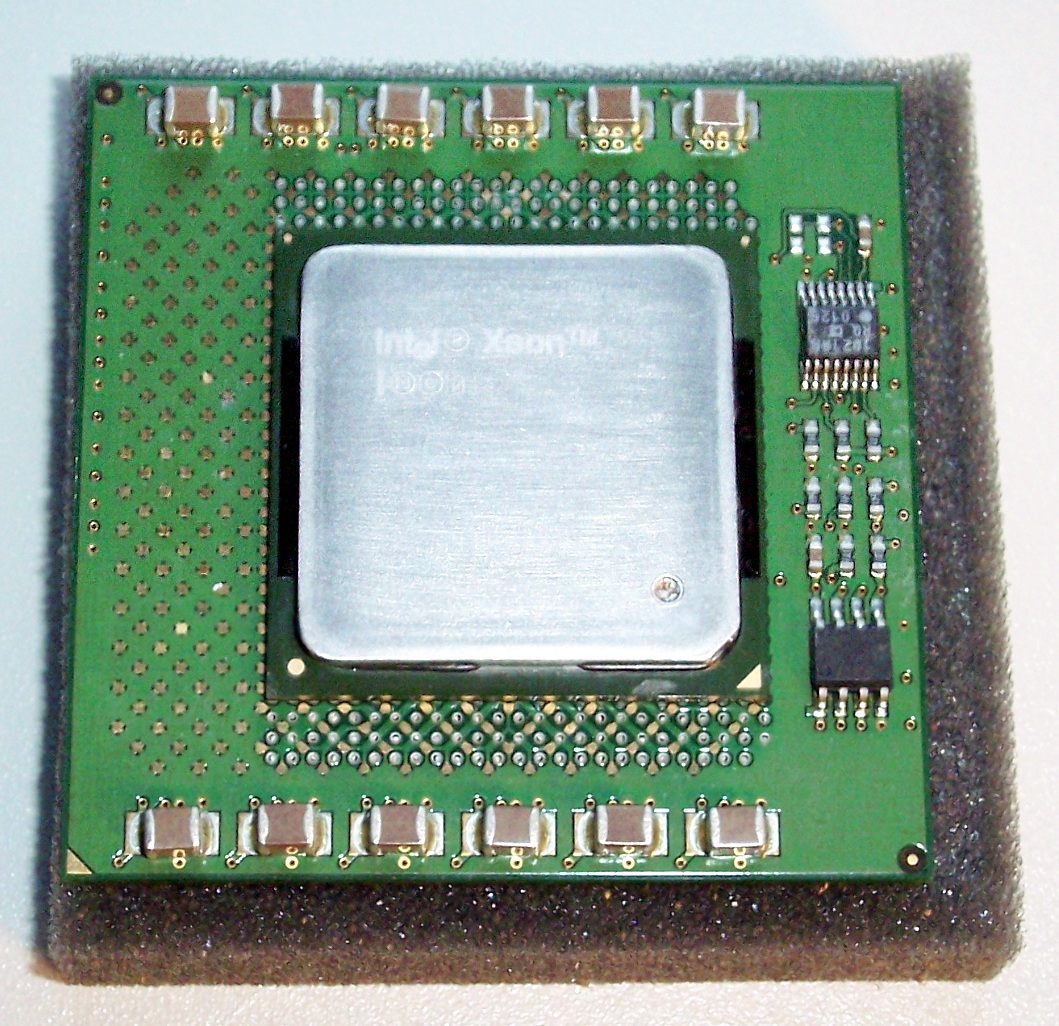
Intel Xeon.

De Xeon is een microprocessor van Intel, vooral bedoeld voor gebruik in servers en werkstations.
De eerste Xeon-processor verscheen in 1998 onder de naam Pentium II Xeon als de vervanger van de Pentium Pro. De belangrijkste nieuwigheid was de mogelijkheid om tot 8 van deze processoren in parallel te laten werken.
In 1999 werd de Pentium II Xeon vervangen door de Pentium III Xeon. De eerste versie (Tanner) verschilde niet veel van zijn voorgangers, behalve dat de verbeteringen van de Pentium III ook aanwezig waren. De tweede versie (Cascades) verschilde bijna niet meer van de Pentium III, in een latere versie werd de L2-cache uitgebreid tot 2 MB (2 MiB).
De Xeon (zonder het prefix "Pentium") kwam uit in de helft van 2001. De eerste versie, Foster, was bijna hetzelfde als de Pentium 4. Foster ondersteunde tot twee processoren, een tweede versie (Xeon MP) volgde, met een lichtjes hogere snelheid, maar ook een hogere prijs.
In 2002 verscheen een 130nm-versie van de Xeon (met de codenaam Prestonia), met ondersteuning voor de nieuwe Hyper-Threading-technologie van Intel. Hij presteerde beter dan zijn voorganger en aanzienlijk beter dan de Athlon MP.
De Xeon MP-versie van de Prestonia was de Gallatin, die veel gebruikt werd in servers.
Door het geringe succes van de Itanium- en Itanium 2-processoren, kwam een 64-bits-Xeon-versie uit met de codenaam Nocona in 2004, die het echter moest afleggen tegen de Opteron van AMD. De opvolger Irwindale in 2005 deed het wel beter dan de Opteron.

## Tabel van Xeon Pentiums
| Publiek ontwerp   | Kern (Intel-codenaam) | CPU Frequentie   | Frontside Bus-frequentie / theoretische bandbreedte | Cache                                                                          | Interface  | Aanvullende mogelijkheden                                                                               |
| ----------------- | --------------------- | ---------------- | --------------------------------------------------- | ------------------------------------------------------------------------------ | ---------- | --- |
| Pentium II Xeon   | Drake                 | 400 to 450 MHz   | 100 MT/s / 800 MiB/s                                | 16 KiB L1 data + 16 KiB L1 instruction; 512 KiB/1 MiB/2 MiB L2                 | Slot 2     | N/A |
| Pentium III Xeon  | Tanner                | 500 to 550 MHz   | 100 MT/s / 800 MiB/s                                | 16 KiB L1 data + 16 KiB L1 instruction; 512 KiB/1 MiB/2 MiB L2                 | Slot 2     | Ondersteuning met SSE-instructies en Processor Serial Number                                            |
| Pentium III Xeon  | Cascades              | 600 to 1000 MHz  | 133 MT/s / 1066 MiB/s                               | 16 KiB L1 data + 16 KiB L1 instruction; 256 KiB L2                             | Slot 2     | On-Die L2 Cache                                                                                         |
| Pentium III Xeon  | Cascades 2 MiB        | 700 to 900 MHz   | 100 MT/s / 800 MiB/s                                | 16 KiB L1 data + 16 KiB L1 instruction; 2 MiB L2                               | Slot 2     | Grotere L2 cache, en ondersteuning meer dan 2-wegconfiguraties                                          |
| Xeon              | Foster                | 1400 to 2000 MHz | 400 MT/s / 3.2 GB/s                                 | 8 KiB L1 data + 12 K L1 instruction; 256 KiB L2                                | Socket 603 | Gebaseerd op Pentium 4's Netburst core; ondersteunt SSE2 en verwijdert Processor Serial Number          |
| Xeon MP           | Foster MP             | 1400 to 1600 MHz | 400 MT/s / 3.2 GB/s                                 | 8 KiB L1 data + 12 K L1 instruction; 256 KiB L2; 512 KiB/1 MiB L3              | Socket 603 | L3 cache toegevoegd en ondersteuning voor meer dan 2-wegconfiguraties, ondersteuning Hyper-Threading    |
| Xeon              | Prestonia             | 1600 to 3000 MHz | 400 MT/s / 3.2 GB/s                                 | 8 KiB L1 data + 12 K L1 instruction; 512 KiB L2                                | Socket 603 | Ondersteuning Hyper-Threading, grotere L2-cache                                                         |
| Xeon LV           | Prestonia             | 1600 to 2000 MHz | 400 MT/s / 3.2 GB/s                                 | 8 KiB L1 data + 12 K L1 instruction; 512 KiB L2                                | Socket 603 | Laag-voltage                                                                                            |
| Xeon              | Prestonia             | 2000 to 3066 MHz | 533 MT/s / 4.2 GB/s                                 | 8 KiB L1 data + 12 K L1 instruction; 512 KiB L2                                | Socket 604 | Snellere Front-Side Bus                                                                                 |
| Xeon LV           | Prestonia             | 2400 MHz         | 533 MT/s / 4.2 GB/s                                 | 8 KiB L1 data + 12 K L1 instruction; 512 KiB L2                                | Socket 604 | Laag-voltage                                                                                            |
| Xeon              | Gallatin              | 3066 to 3200 MHz | 533 MT/s / 4.2 GB/s                                 | 8 KiB L1 data + 12 K L1 instruction; 512 KiB L2; 1 MiB/2 MiB L3                | Socket 604 | L3 cache toegevoegd.                                                                                    |
| Xeon MP           | Gallatin              | 1500 to 3000 MHz | 400 MT/s / 3.2 GB/s                                 | 8 KiB L1 data + 12 K L1 instruction; 512 KiB L2; 1 MiB/2 MiB/4 MiB L3          | Socket 603 | Toevoeging L3 cache en ondersteuning voor meer dan 2-way configuraties                                  |
| Xeon              | Nocona                | 2800 to 3600 MHz | 800 MT/s / 6.4 GB/s                                 | 16 KiB L1 data + 12 K L1 instruction; 1 MiB L2                                 | Socket 604 | Grotere caches, ondersteuning voor SSE3, EM64T                                                          |
| Xeon LV           | Nocona                | 2800 MHz         | 800 MT/s / 6.4 GB/s                                 | 16 KiB L1 data + 12 K L1 instruction; 1 MiB L2                                 | Socket 604 | Laag-voltage                                                                                            |
| Xeon              | Irwindale             | 3000 to 3800 MHz | 800 MT/s / 6.4 GB/s                                 | 16 KiB L1 data + 12 K L1 instruction; 2 MiB L2                                 | Socket 604 | Grotere L2 cache, dynamische speedvariatie en de XD (eXecute Disable) bit                               |
| Xeon MV           | Irwindale             | 3200 MHz         | 800 MT/s / 6.4 GB/s                                 | 16 KiB L1 data + 12 K L1 instruction; 2 MiB L2                                 | Socket 604 | Middel-voltage                                                                                          |
| Xeon LV           | Irwindale             | 3000 MHz         | 800 MT/s / 6.4 GB/s                                 | 16 KiB L1 data + 12 K L1 instruction; 2 MiB L2                                 | Socket 604 | Laag-voltage                                                                                            |
| Xeon MP           | Cranford              | 3167 to 3667 MHz | 667 MT/s / 5.3 GB/s                                 | 16 KiB L1 data + 12 K L1 instruction; 1 MiB L2                                 | Socket 604 | Ondersteuning voor 4-weg en meer configuraties.                                                         |
| Xeon MP           | Potomac               | 2833 to 3333 MHz | 667 MT/s / 5.3 GB/s                                 | 16 KiB L1 data + 12 K L1 instruction; 1 MiB L2; 4 MiB/8 MiB L3                 | Socket 604 | Toevoeging L3 cache en ondersteuning voor 4-weg en meer configuraties.                                  |
| Dual-Core Xeon    | Paxville DP           | 2800 MHz         | 800 MT/s / 6.4 GB/s                                 | 16 KiB L1 data + 12 K L1 instruction per core; 2 MiB L2 per core               | Socket 604 | Dualcoreprocessor, ondersteuning voor 2-wegconfiguraties                                                |
| Dual-Core Xeon    | Paxville MP           | 2667 to 3000 MHz | 667 MT/s / 5.3 GB/s                                 | 16 KiB L1 data + 12 K L1 instruction per core; 1 MiB/2 MiB L2 per core         | Socket 604 | Dualcoreprocessor, ondersteuning voor 4-weg en meer configuraties. Ondersteuning VT met compatible BIOS |
| Dual-Core Xeon    | Paxville MP           | 2800 to 3000 MHz | 800 MT/s / 6.4 GB/s                                 | 16 KiB L1 data + 12 K L1 instruction per core; 1 MiB/2 MiB L2 per core         | Socket 604 | Snellere Front-Side Bus                                                                                 |
| Dual-Core Xeon LV | Sossaman              | 1667 to 2000 MHz | 667 MT/s / 5.3 GB/s                                 | 32 KiB L1 data + 32 KiB L1 instruction per core; 2 MiB L2 shared between cores | FCPGA6     | Gebaseerd op de mobiele Core Duo                                                                        |
| Dual-Core Xeon    | Dempsey               | 2667 to 3000 MHz | 667 MT/s / 5.3 GB/s                                 | 16 KiB L1 data + 12 K L1 instruction per core; 2 MiB L2 per core               | LGA 771    | 65 nm proces                                                                                            |
| Dual-Core Xeon    | Dempsey               | 3200 to 3733 MHz | 1066 MT/s / 8.5 GB/s                                | 16 KiB L1 data + 12 K L1 instruction per core; 2 MiB L2 per core               | LGA 771    | Snellere Front-Side Bus                                                                                 |
| Dual-Core Xeon MV | Dempsey               | 3200 MHz         | 1066 MT/s / 8.5 GB/s                                | 16 KiB L1 data + 12 K L1 instruction per core; 2 MiB L2 per core               | LGA 771    | Middel-voltage                                                                                          |